# Olga Czerniawska
Olga Michajłowna Czerniawska (z d. Burowa), ros. Ольга Михайловна Чернявская (в девичестве — Бyрова) (ur. 17 września 1963 w Irbicie) – rosyjska lekkoatletka, która specjalizowała się w rzucie dyskiem.
Trzykrotnie startowała w igrzyskach olimpijskich: Barcelona 1992, Atlanta 1996 oraz Ateny 2004. W 1993 roku zdobyła złoty medal mistrzostw świata, a dwa lata później podczas kolejnego czempionatu stanęła na najniższym stopniu podium. Wicemistrzyni Europy (1990), medalistka mistrzostw Rosji oraz wielokrotna reprezentantka kraju. Rekord życiowy: 68,38 (29 maja 1992, Soczi).

## Osiągnięcia
| Rok  | Impreza                  | Miejsce   | Lokata            | Wynik |
| ---- | ------------------------ | --------- | ----------------- | ----- |
| 1990 | Mistrzostwa Europy       | Split     | 2. miejsce        | 66,72 |
| 1992 | Igrzyska olimpijskie     | Barcelona | 5. miejsce        | 64,02 |
| 1993 | Mistrzostwa świata       | Stuttgart | 1. miejsce        | 67,40 |
| 1994 | Mistrzostwa Europy       | Helsinki  | 5. miejsce        | 62,54 |
| 1994 | Finał Grand Prix IAAF    | Paryż     | 6. miejsce        | 61,24 |
| 1995 | Mistrzostwa świata       | Göteborg  | 3. miejsce        | 66,86 |
| 1996 | Superliga pucharu Europy | Madryt    | 2. miejsce        | 65,06 |
| 1996 | Igrzyska olimpijskie     | Atlanta   | 6. miejsce        | 64,70 |
| 2004 | Igrzyska olimpijskie     | Ateny     | el. – 21. miejsce | 58,64 |